# Jean-Baptiste Alix (sculpteur)
Pour les articles homonymes, voir Jean-Baptiste Alix.
Jean-Baptiste Alix est un sculpteur français né à Paris, le 30 juin 1801 et mort à Saint-Maur-des-Fossés le 27 mai 1863. 

## Biographie
Élève de David d'Angers et de Léon Cogniet, il entra  à l'École des Beaux-Arts, le 2 avril 1828. Il exposa pour la première fois au Salon de 1835. Il n'est plus fait mention de lui après le Salon de 1850, époque où il demeurait à Paris, 18, rue Saint-Pierre-Popincourt. 
Il fut marié à Marie Élisabeth Vicat, une institutrice, qui mourut à Paris en 1859.
De leur union était né un fils, Louis Charles Alix, à Paris le 9 juin 1839.

## Œuvres
- Arrivée de Marius, proscrit, au camp de Cinna. Statue en plâtre. Salon de 1835 (n° 2175).
- Marcus Brutus consultant l'Histoire de Polybe. Statue en plâtre. Salon de 1836 (n° 1857).
- Mlle M. L... Statuette en plâtre. Salon de 1839 (n° 2142).
- Portrait de M. P... Statuette en plâtre. Salon de 1850 (n° 3052).